# Rio Thérain
O rio Thérain é um rio localizado na França, integrando a bacia Sena-Normandia. É sub-afluente do rio Sena através do rio Oise, e tem 94,3 km de comprimento.
Nasce entre Saint-Michel-d'Halescourt e Grumesnil no departamento Seine-Maritime à altitude de 175 m. Flui maioritariamente para sudeste, através de Songeons, Milly-sur-Thérain, Beauvais, Hermes e Mouy, juntando-se ao rio Oise em Creil.
O seu vale, perto da área metropolitana de Paris, é altamente industrializado e povoado, e Beauvais fica junto a bosques na margem esquerda do Thérain onde este conflui com o Avelon.
Nos departamentos de Seine-Maritime (76) e de Oise (60), o rio Thérain atravessa 43 comunas:
- Departamento de Seine-Maritime :

Gaillefontaine, Haucourt, Grumesnil (segundo o Géoportail),
- Departamento de Oise:

Canny-sur-Thérain,  Saint-Samson-la-Poterie, Héricourt-sur-Thérain, Fontenay-Torcy, Sully, Escames, Songeons, Lachapelle-sous-Gerberoy, Vrocourt, Martincourt, Crillon, Haucourt, Bonnières, Milly-sur-Thérain, Herchies, Troissereux, Fouquenies, Beauvais, Allonne, Therdonne, Warluis, Rochy-Condé, Montreuil-sur-Thérain, Bailleul-sur-Thérain, Villers-Saint-Sépulcre, Hermes, Heilles, Saint-Félix, Hondainville, Angy, Mouy, Bury, Balagny-sur-Thérain, Cires-lès-Mello, Mello, Maysel, Saint-Vaast-lès-Mello, Cramoisy, Montataire, Saint-Leu-d'Esserent (foz).